# 激成投資
激成投資(香港)有限公司，(港交所：0184)是在1970年成立，1973年於香港交易所主板上市的地產公司。物業發展，投資及管理，酒店及會所業務。
主要地區包括澳門、中國、越南、加拿大等地區，母公司是馬來西亞激成集團核心公司。

## 主要資產
- 西貢喜來登酒店
- 帆船酒店
- 武漢晴川假日酒店
- 渥太華喜來登酒店

## 外部連結
- keckseng.com.hk （页面存档备份，存于）